# Empoascanara penta
Empoascanara penta är en insektsart som beskrevs av Irena Dworakowska 1992. Empoascanara penta ingår i släktet Empoascanara och familjen dvärgstritar. Inga underarter finns listade i Catalogue of Life.